# Пилинга (Катанцаро)
Пилинга је насеље у Италији у округу Катанцаро, региону Калабрија.
Према процени из 2011. у насељу је живело 241 становника. Насеље се налази на надморској висини од 31 м.